# Chapelle Notre-Dame-de-la-Genouillade
La chapelle Notre-Dame-de-la-Genouillade ou chapelle Notre-Dame-de-l'Agenouillade est un lieu de culte catholique situé à Agde dans le département français de l'Hérault et la région Occitanie.
Elle constitue avec l'église Notre-Dame-du-Grau et la grotte de Notre-Dame de l'Agenouillade, le sanctuaire de l'Agenouillade, lieu de pèlerinage marial.

## Description
D'une grande sobriété, cet édifice en pierre basaltique est situé au Grau-d'Agde, tout près de l'église Notre-Dame-du-Grau. Son toit est orné d'une « lanterne de ses morts ».
Construite en 1653 à l'initiative du connétable Henri Ier de Montmorency, gouverneur du Languedoc, elle a été érigée autour d'un rocher marqué par l'empreinte de la Vierge. Selon la tradition, celle-ci serait apparue au Ve siècle et aurait fait reculer les flots lors d'une inondation en venant s'agenouiller et prier sur ce rocher, qui est devenu lors un lieu de pèlerinage,.
La chapelle a été restaurée en 1983.
En 2025, à l’occasion du Jubilé de l’Espérance, la chapelle a été désignée par Norbert Turini, évêque de Montpellier, comme l’une des dix églises jubilaires du diocèse.

## Galerie

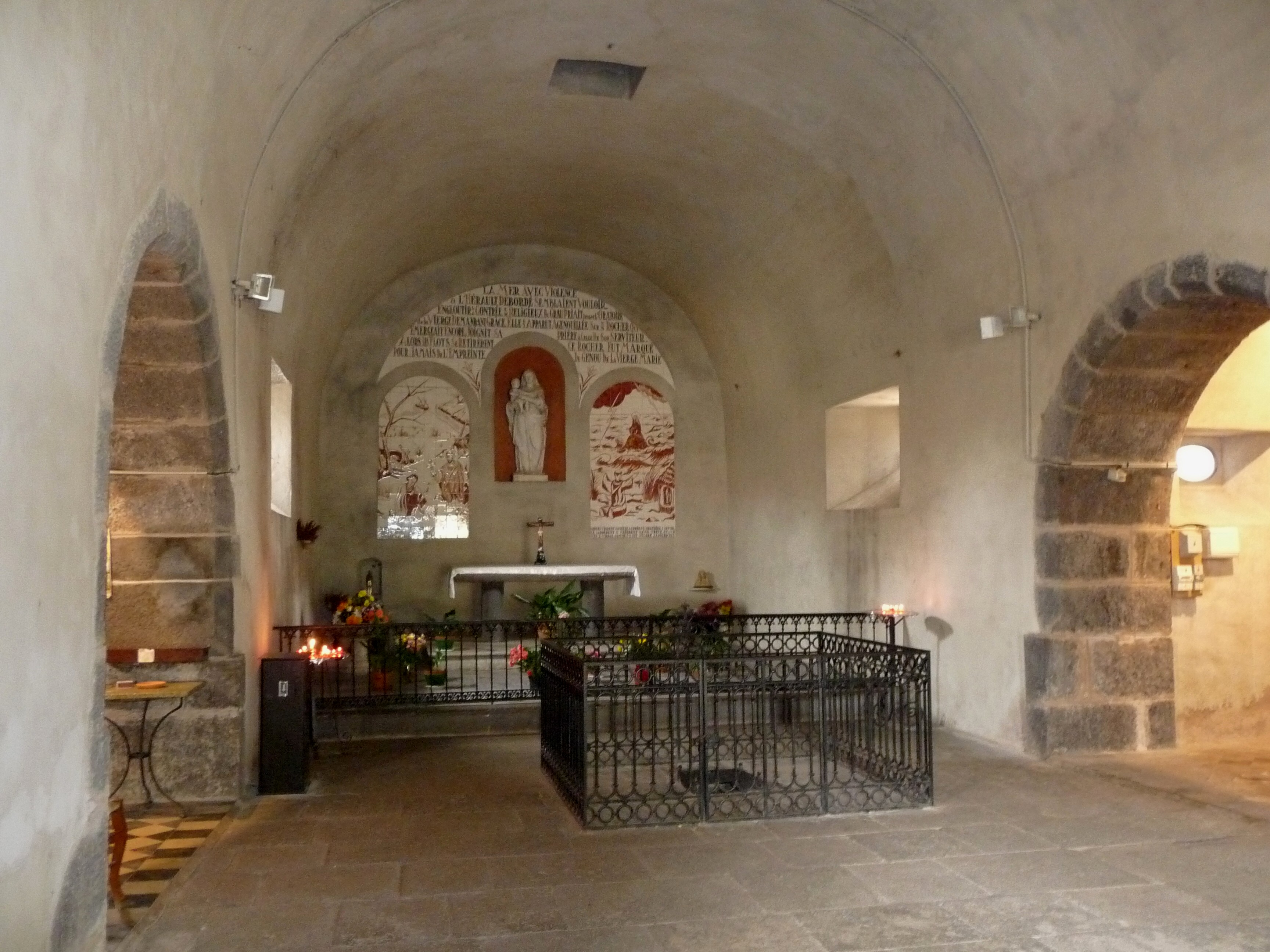
Vue intérieure
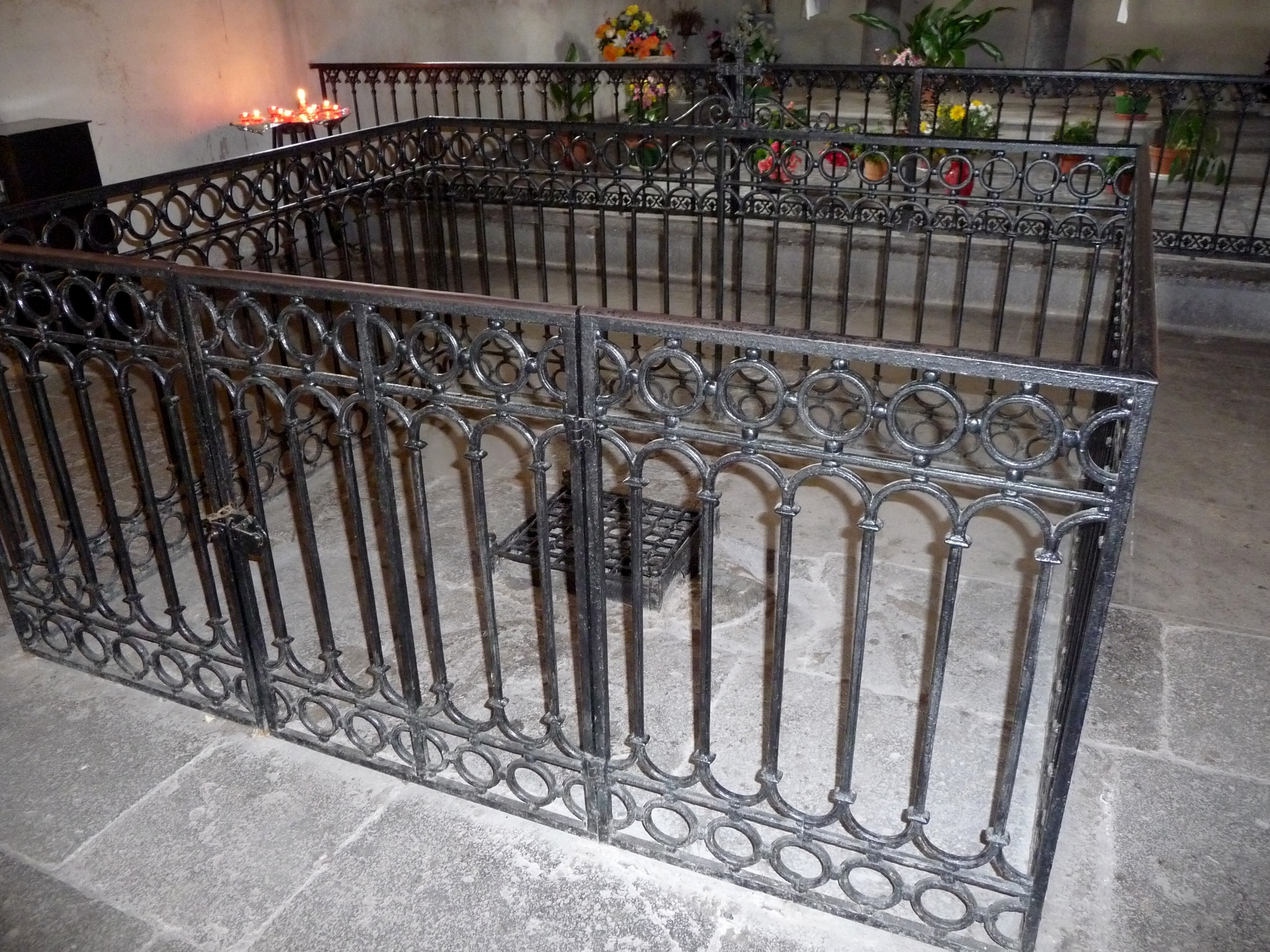
Le rocher de la Genouillade